# ドビーダス・ネバラスカス
- ドヴィダス・ネヴェラウスカス
- ドビタス・ネバーオスカス
- ドビーダス・ネベロースカス
- ドビーダス・ネヴァラウスカス

ドビーダス・ネバラスカス（Dovydas Neverauskas、IPA: [ˈˈdôː.ʋʲɪ.dɐs nʲɛ.ʋʲɛ.ˈɾɐʊs.kɐs]、英語発音: [ˈdoʊ.bi.dəs nɛ.və.ˈroʊs.kɪs]、1993年1月14日 - ）は、リトアニア共和国ズーキヤ地方ヴィリニュス郡ヴィリニュス出身のプロ野球選手（投手）。右投右打。
MLB・NPB史上初のリトアニア出身の選手。英語での愛称はネバー (Never)、リトアニアン。

## 経歴

### プロ入りとパイレーツ時代

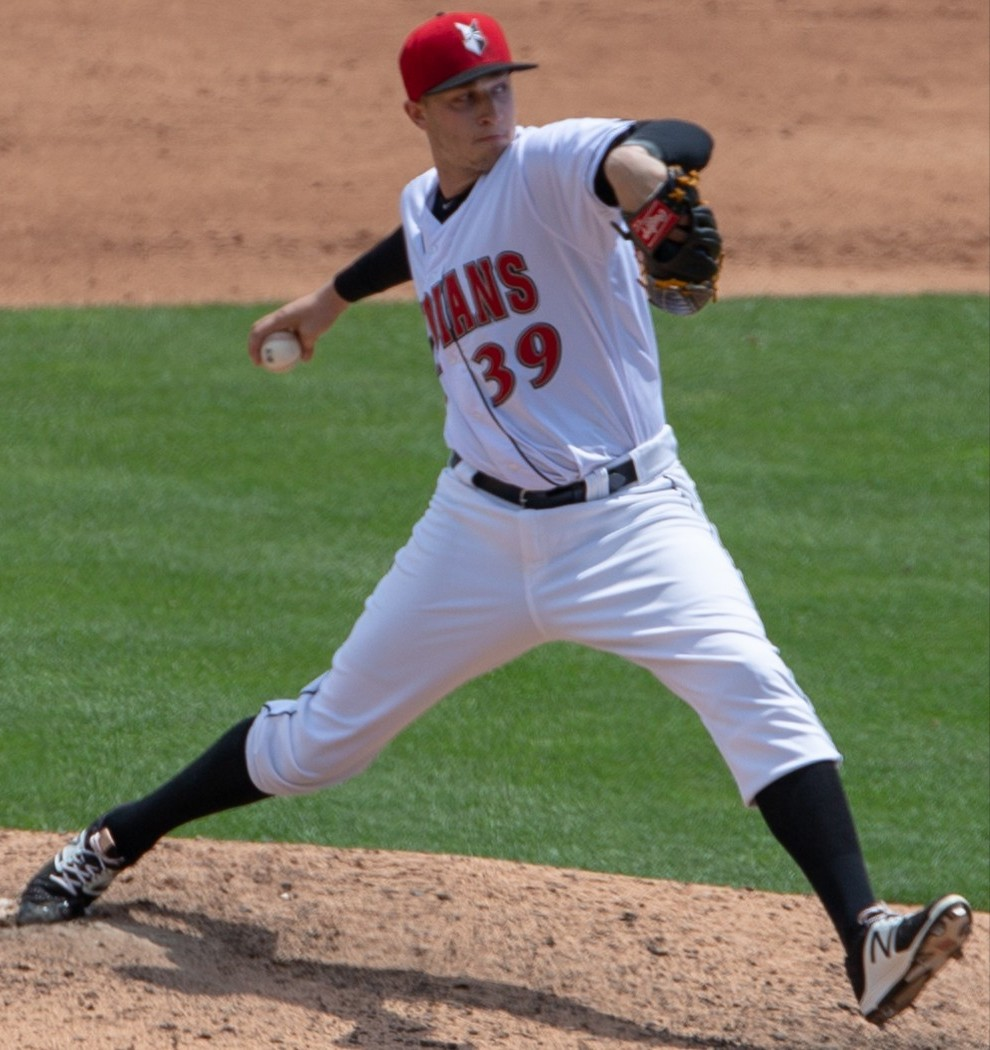
2018年5月22日

2009年に当時16歳でピッツバーグ・パイレーツと契約を結び、史上初めてMLBと契約を結んだリトアニア出身選手にして、史上初のリトアニア出身のプロ野球選手となった。
2010年6月21日に傘下のルーキー級ガルフ・コーストリーグ・パイレーツへ配属された。同球団でプロデビューを果たし、6試合に登板して1勝0敗・防御率5.40・6奪三振を記録した。8月9日に傘下A-級ステート・カレッジ・スパイクスへ配属された。9月23日にテンポラリー・インアクティブ・リストに登録された。
2011年4月20日にルーキー級ガルフ・コーストリーグ・パイレーツへ配属された。10試合（2試合で先発）登板して3勝1敗・防御率3.24・18奪三振を記録した。
2012年は開幕をルーキー級ガルフ・コーストリーグ・パイレーツで迎え、10試合（9試合で先発）登板して1勝1敗・防御率4.08・29奪三振を記録した。9月1日に傘下A-級スパイクスへ配属された。1試合に先発登板した。
2013年は開幕をA-級スパイクで開幕を迎え、15試合に先発登板して4勝4敗・防御率4.01・339奪三振を記録した。
2014年4月2日にA級ウェストバージニア・パワーへ配属され、開幕を迎えた。27試合（26試合で先発）登板して6勝12敗・防御率5.60・88奪三振を記録した。
2015年に救援投手にコンバートされた。5月26日に7日間の故障者リストに登録された。開幕はA級ウェストバージニア・パワーで迎える。6月19日にA-級ウェストバージニア・ブラックベアーズへ配属された。6月27日にA級ウェストバージニア・パワーへ配属された。8月4日にA+級ブレイデントン・マローダーズへ配属された。3チーム合計で31試合に登板して2勝2敗6セーブ・防御率3.16・49奪三振を記録した。
2016年3月4日にパイレーツのスプリングトレーニングに招待された。4月4日にAA級アルトゥーナ・カーブへ配属され、開幕を迎えた。AA級アルトゥーナでは22試合に登板し、1勝0敗1セーブ、防御率2.57、32奪三振を記録した。6月15日にAAA級インディアナポリス・インディアンスへ配属された。6月28日にオールスター・フューチャーズゲームに選出された。AAA級インディアナポリスでは25試合に登板して3勝4敗4セーブ・防御率3.60・24奪三振を記録した。8月28日にオハイオ州トレドでワーウィック・サーポルトと、後に史上初のアフリカ大陸出身のメジャーリーガーとなるギフト・ンゴエペと共にバーで乱闘を起こして逮捕され、30日に球団からシーズン残り試合の出場停止処分を科された。オフの11月5日にメジャー契約を結び、40人枠に登録された。
2017年3月1日に球団との年俸調停回避に合意した。3月17日にオプションでAAA級インディアナポリスへ配属された。4月24日にメジャー初昇格し、同日のシカゴ・カブス戦でメジャーデビューを果たし、MLB史上初のリトアニア人メジャーリーガーとなった。4月26日にンゴエペのメジャー昇格に伴い、オプションでマイナーに降格。6月8日にメジャー昇格。6月10日にオプションでマイナーに降格。8月2日にウェイド・ルブランの忌引きリスト入りに伴い、メジャーに昇格。8月6日のパドレス戦に同点の11回表から登板し12回表までを投げ無失点、その裏の攻撃で味方打線がサヨナラ本塁打を打ち、リトアニア出身のメジャーリーガーとしての初の勝利投手となった。8月7日にオプションでマイナーに降格。8月19日にメジャーに昇格。8月22日にオプションでマイナーに降格。8月28日にアダム・フレイジャーの故障者リスト入りに伴い、メジャー昇格。
2018年はAAAでシーズンの大半を過ごし、25登板で防御率は8.00だった。
2020年11月1日にDFAとなり、3日に放出された。

### 広島時代
2020年11月16日に広島東洋カープとの契約が合意に達したと発表された。契約金2750万円、年俸6875万円（金額は推定）。登録名はネバラスカス。背番号は99。
2021年は新型コロナウィルス感染拡大防止措置における入国制限の影響で合流が遅れていたが、2021年4月26日に入団会見が行われた。先発として期待されていたが、通算1試合の登板に留まり、二軍でも結果を残すことができず、シーズン終了前の10月6日に帰国。11月1日に退団が発表され、12月2日に自由契約公示された。

### 広島退団後
2022年3月にドイツの野球リーグであるブンデスリーガのボン・キャピタルズと契約した。
2023年3月6日に独立リーグであるアトランティックリーグの新球団であるスパイアシティ・ゴーストハウンズと契約した。リリーフとして26試合に登板し、1勝2敗9セーブ、防御率5.02という成績だった。
2023年シーズン終了後の11月2日に、所属していたスパイアシティの活動休止に伴う分散ドラフトが行われ、ロングアイランド・ダックスから指名され移籍することなった。
しかし、アトランティックリーグのシーズン開始前の2024年2月23日、メキシカンリーグに新たに参入するハリスコ・ホースメンと契約したことが発表された。

## 選手としての特徴・人物
自らの投球スタイルを「直っすぐで押していくタイプ」と語り、最速157km/hのフォーシームとカットボールの速球2種で投球全体の70%前後を占める。残りはカーブで、稀にチェンジアップも投げることがある。
父親のヴィルミダス・ネヴェラウスカス（Virmidas Neverauskas）は1980年代にリトアニアで初の野球チームを創設し、現在は野球リトアニア代表コーチを務める。この父親の影響でドヴィダスは野球を始めた。

## 詳細情報

### 年度別投手成績
| 年 度    | 球 団    | 登 板 | 先 発 | 完 投 | 完 封 | 無 四 球 | 勝 利 | 敗 戦 | セ 丨 ブ | ホ 丨 ル ド | 勝 率 | 打 者 | 投 球 回 | 被 安 打 | 被 本 塁 打 | 与 四 球 | 敬 遠 | 与 死 球 | 奪 三 振 | 暴 投 | ボ 丨 ク | 失 点 | 自 責 点 | 防 御 率 | W H I P |
| -------- | -------- | ----- | ----- | ----- | ----- | -------- | ----- | ----- | -------- | ----------- | ----- | ----- | -------- | -------- | ----------- | -------- | ----- | -------- | -------- | ----- | -------- | ----- | -------- | -------- | ------- |
| 2017     | PIT      | 24    | 0     | 0     | 0     | 0        | 1     | 1     | 0        | 2           | .500  | 105   | 25.1     | 24       | 4           | 8        | 0     | 1        | 17       | 2     | 0        | 11    | 11       | 3.91     | 1.26    |
| 2018     | PIT      | 25    | 0     | 0     | 0     | 0        | 0     | 0     | 0        | 2           | ----  | 119   | 27.0     | 30       | 9           | 10       | 0     | 1        | 27       | 2     | 0        | 25    | 24       | 8.00     | 1.48    |
| 2019     | PIT      | 10    | 0     | 0     | 0     | 0        | 0     | 0     | 0        | 1           | ----  | 53    | 9.1      | 15       | 2           | 7        | 1     | 2        | 10       | 1     | 0        | 11    | 11       | 10.61    | 2.36    |
| 2020     | PIT      | 17    | 0     | 0     | 0     | 0        | 0     | 3     | 0        | 0           | .000  | 89    | 19.0     | 24       | 5           | 10       | 0     | 0        | 23       | 2     | 0        | 17    | 15       | 7.11     | 1.79    |
| 2021     | 広島     | 1     | 1     | 0     | 0     | 0        | 0     | 1     | 0        | 0           | .000  | 15    | 2.2      | 3        | 0           | 5        | 0     | 0        | 2        | 1     | 0        | 3     | 3        | 10.13    | 3.00    |
| MLB：4年 | MLB：4年 | 76    | 0     | 0     | 0     | 0        | 1     | 4     | 0        | 5           | .200  | 366   | 80.2     | 93       | 20          | 35       | 1     | 4        | 77       | 7     | 0        | 64    | 61       | 6.81     | 1.59    |
| NPB：1年 | NPB：1年 | 1     | 1     | 0     | 0     | 0        | 0     | 1     | 0        | 0           | .000  | 15    | 2.2      | 3        | 0           | 5        | 0     | 0        | 2        | 1     | 0        | 3     | 3        | 10.13    | 3.00    |

- 2023年度シーズン終了時

### 年度別守備成績
| 年 度 | 球 団 | 投手（P） | 投手（P） | 投手（P） | 投手（P） | 投手（P） | 投手（P） |
| 年 度 | 球 団 | 試 合     | 刺 殺     | 補 殺     | 失 策     | 併 殺     | 守 備 率  |
| ----- | ----- | --------- | --------- | --------- | --------- | --------- | --------- |
| 2017  | PIT   | 24        | 3         | 3         | 0         | 1         | 1.000     |
| 2018  | PIT   | 25        | 1         | 0         | 0         | 0         | 1.000     |
| 2019  | PIT   | 10        | 1         | 1         | 0         | 0         | 1.000     |
| 2020  | PIT   | 17        | 1         | 5         | 0         | 0         | 1.000     |
| 2021  | 広島  | 1         | 0         | 0         | 0         | 0         | ----      |
| MLB   | MLB   | 76        | 6         | 9         | 0         | 1         | 1.000     |
| NPB   | NPB   | 1         | 0         | 0         | 0         | 0         | ----      |

- 2023年度シーズン終了時

### 記録

#### MiLB
その他の記録
- オールスター・フューチャーズゲーム選出：1回（2016年）

#### NPB
初記録
- 初登板・初先発登板：2021年5月30日、対千葉ロッテマリーンズ3回戦（ZOZOマリンスタジアム）、2回2/3を3失点で敗戦投手
- 初奪三振：同上、1回裏に中村奨吾から空振り三振

### 背番号
- 66（2017年 - 2020年）
- 99（2021年）